# Görögország az 1972. évi téli olimpiai játékokon
Görögország a japán Szapporóban megrendezett 1972. évi téli olimpiai játékok egyik részt vevő nemzete volt. Az országot az olimpián 1 sportágban 3 sportoló képviselte, akik érmet nem szereztek.

## Alpesisí
Férfi
| Versenyző                     | Versenyszám      | Selejtező     | Selejtező     | Döntő         | Döntő         | Döntő    | Döntő    | Döntő      | Döntő      |
| Versenyző                     | Versenyszám      | Selejtező     | Selejtező     | 1. futam      | 1. futam      | 2. futam | 2. futam | Összesítés | Összesítés |
| Versenyző                     | Versenyszám      | Idő           | Hely.         | Idő           | Hely.         | Idő      | Hely.    | Idő        | Helyezés   |
| ----------------------------- | ---------------- | ------------- | ------------- | ------------- | ------------- | -------- | -------- | ---------- | ---------- |
| Panajótisz Alexandrísz        | Műlesiklás       | 1:59,79       | 24.           | nem ért célba | nem ért célba | kiesett  | kiesett  | kiesett    | kiesett    |
| Panajótisz Alexandrísz        | Óriás-műlesiklás |               |               | 2:03,05       | 53.           | 2:02,40  | 41.      | 4:05,45    | 41.        |
| Jeórjiosz Tambúrisz           | Műlesiklás       | 2:25,59       | 30.           | nem ért célba | nem ért célba | kiesett  | kiesett  | kiesett    | kiesett    |
| Jeórjiosz Tambúrisz           | Óriás-műlesiklás |               |               | 2:10,38       | 57.           | 2:08,31  | 43.      | 4:18,69    | 46.        |
| Szpirídon „Szpírosz” Theodóru | Műlesiklás       | nem ért célba | nem ért célba | nem ért célba | nem ért célba | kiesett  | kiesett  | kiesett    | kiesett    |
| Szpirídon „Szpírosz” Theodóru | Óriás-műlesiklás |               |               | 1:58,41       | 52.           | 2:03,86  | 42.      | 4:02,27    | 39.        |